# Wissenstest
Wissenstests sind Methoden der Psychologischen Diagnostik, mit Hilfe standardisierter Testverfahren den Wissensstand einer Person zu ermitteln und zu bewerten („Wissensdiagnostik“). Als Komponente der Intelligenz wird Wissen zu den bildungs- bzw. kulturabhängigeren Komponenten gerechnet. Intelligenz bezieht sich auf die Fähigkeit, dieses erworbene Wissen anzuwenden.
Unterschieden werden dabei:
- Fachwissen (z. B. mathematisch-naturwissenschaftliches Wissen auf Abiturniveau als Grundlage für die Zulassung zum Medizinstudium beim HAM-Nat oder Teil im MedAT)
- differenziertes Allgemeinwissen (z. B. Einbürgerungstests in Deutschland oder der Schweiz oder als Wortschatztest zur Messung der Kristallinen Intelligenz im Rahmen der Leistungsdiagnostik)
- soziales Wissen (z. B. Situational Judgement Tests als Beurteilung sozialer Situationen hinsichtlich der Wahrnehmung und Reaktion zur Erfassung sozialer Kompetenzen)
- allgemeines prozedurales Wissen (Handlungswissen, Know-how)[3]

Im Unterschied zu einer Prüfung bzw. einem Examen erfüllen die Verfahren die Kriterien von psychologischen Tests vor allem hinsichtlich der Standardisierung (in der Regel vorher empirisch erprobte gleiche Formen) und Normierung (Vergleichbarkeit der Ergebnisse zwischen Personen anhand von Normwerten) und anderer Gütekriterien psychodiagnostischer Verfahren. Die Wortverwendungen Prüfung und Test sind allerdings oft nicht klar abgegrenzt, auch in der Schule werden Arbeiten zur Überprüfung des Lernfortschritts „Test“ genannt.
Teile zur Wissenserfassung finden sich in zahlreichen mehrdimensionalen Intelligenztests, wie z. B. dem HAWIE oder HAWIK von David Wechsler, dem I-S-T 2000R von Liepmann, Beauducel, Brocke und Amthauer und anderen Tests. Der Bochumer Wissenstest ist z. B. ein spezifischer Wissenstest für elf Facetten des Allgemeinwissens.
Ihrer Natur nach gehören diese Tests zu den gut trainierbaren Tests – werden diese im Rahmen der Eignungsdiagnostik als Auswahlverfahren eingesetzt, gibt es meist auch eine Vorbereitungs- bzw. Trainingsszene (z. B. Medizinzulassung mit HAM-Nat oder MedAT).